# Норртельє (комуна)
Комуна Норртельє (швед. Norrtälje kommun) — адміністративно-територіальна одиниця місцевого самоврядування, що розташована в лені Стокгольм у центральній Швеції.
Норртельє 44-а за величиною території комуна Швеції. Адміністративний центр комуни — місто Норртельє.

## Населення
Населення становить 56 634 чоловік (станом на січень 2013 року). 
| Кількість населення комуни Норртельє за 1970-2010 роки | Кількість населення комуни Норртельє за 1970-2010 роки | Кількість населення комуни Норртельє за 1970-2010 роки | Кількість населення комуни Норртельє за 1970-2010 роки | Кількість населення комуни Норртельє за 1970-2010 роки |
| ------------------------------------------------------ | ------------------------------------------------------ | ------------------------------------------------------ | ------------------------------------------------------ | ------------------------------------------------------ |
| Рік                                                    |                                                        |                                                        | Населення                                              |                                                        |
| 1970                                                   | 1970                                                   |                                                        | 38 238                                                 | 38 238                                                 |
| 1975                                                   | 1975                                                   |                                                        | 39 193                                                 | 39 193                                                 |
| 1980                                                   | 1980                                                   |                                                        | 40 842                                                 | 40 842                                                 |
| 1985                                                   | 1985                                                   |                                                        | 42 204                                                 | 42 204                                                 |
| 1990                                                   | 1990                                                   |                                                        | 46 165                                                 | 46 165                                                 |
| 1995                                                   | 1995                                                   |                                                        | 50 295                                                 | 50 295                                                 |
| 2000                                                   | 2000                                                   |                                                        | 52 611                                                 | 52 611                                                 |
| 2005                                                   | 2005                                                   |                                                        | 54 596                                                 | 54 596                                                 |
| 2010                                                   | 2010                                                   |                                                        | 56 080                                                 | 56 080                                                 |
| Джерело: SCB                                           |                                                        |                                                        |                                                        |                                                        |

## Населені пункти
Комуні підпорядковано 16 міських поселень (tätort) та низка сільських, більші з яких:
- Норртельє (Norrtälje)
- Рімбу (Rimbo)
- Галльставік (Hallstavik)
- Ельмста (Älmsta)
- Едсбру (Edsbro)
- Берґсгамра (Bergshamra)
- Сванберґа (Svanberga)
- Ронес (Rånäs)

## Галерея

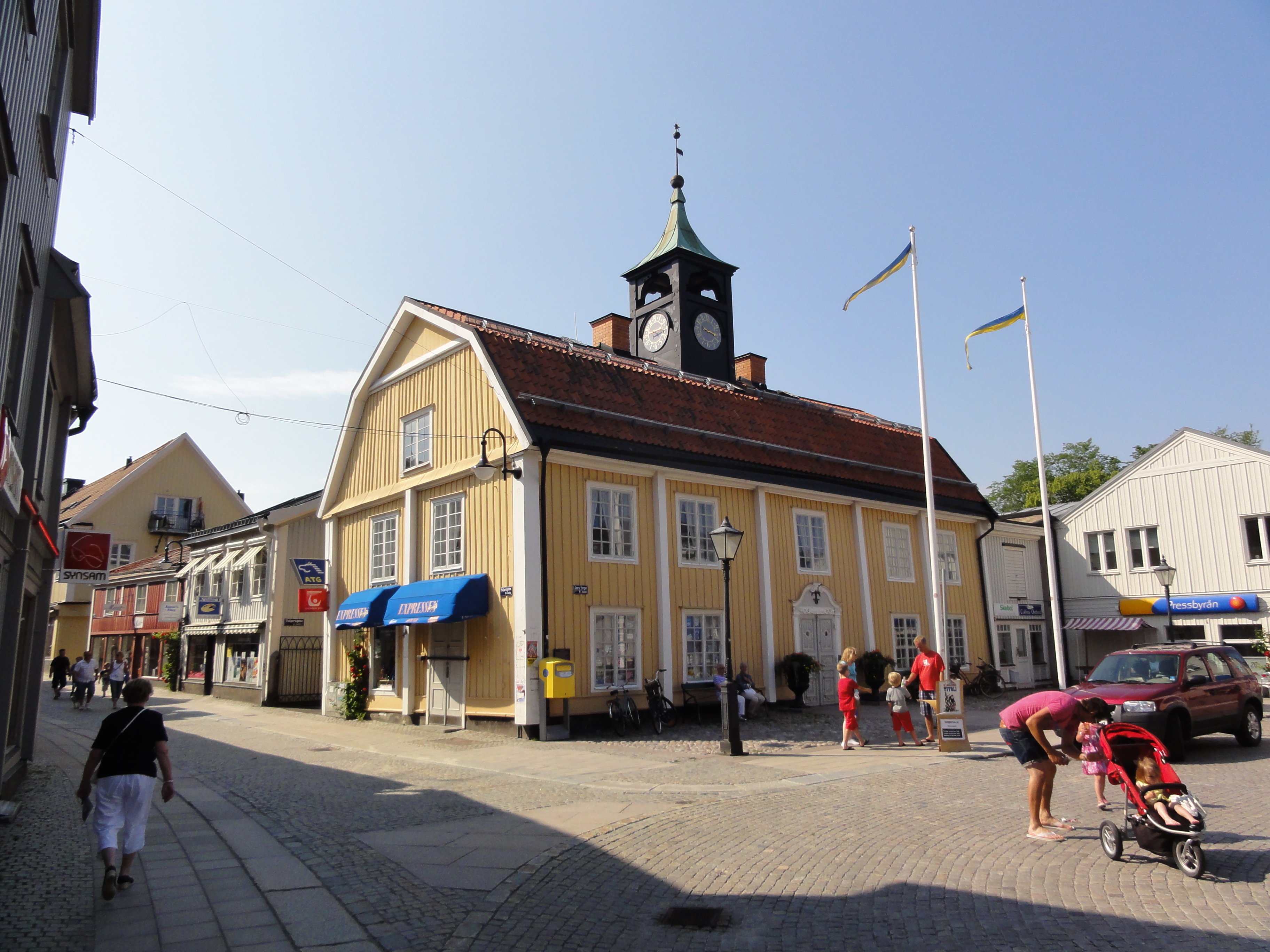
Ратуша (Норртельє)
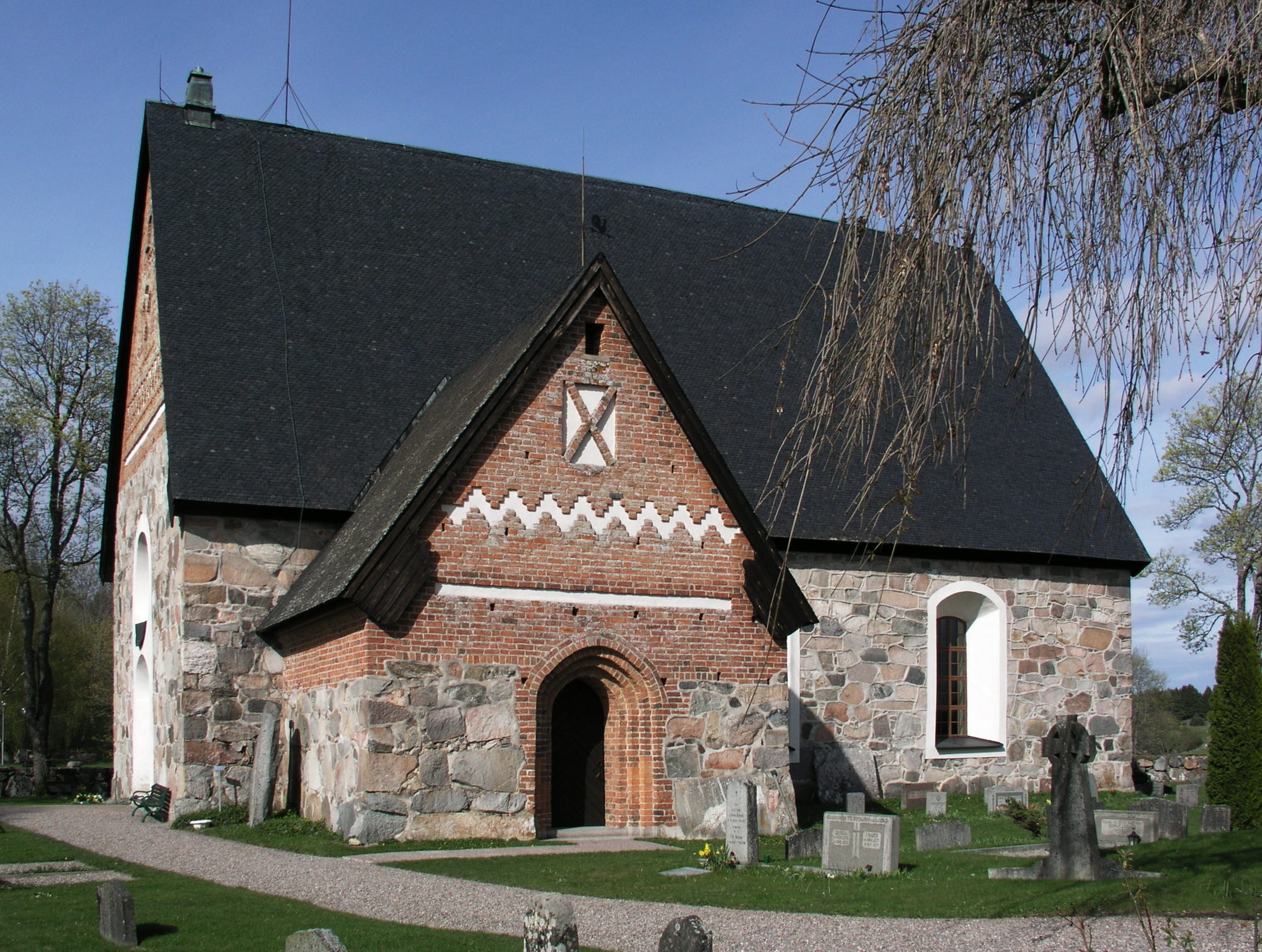
Церква (Рімбу)
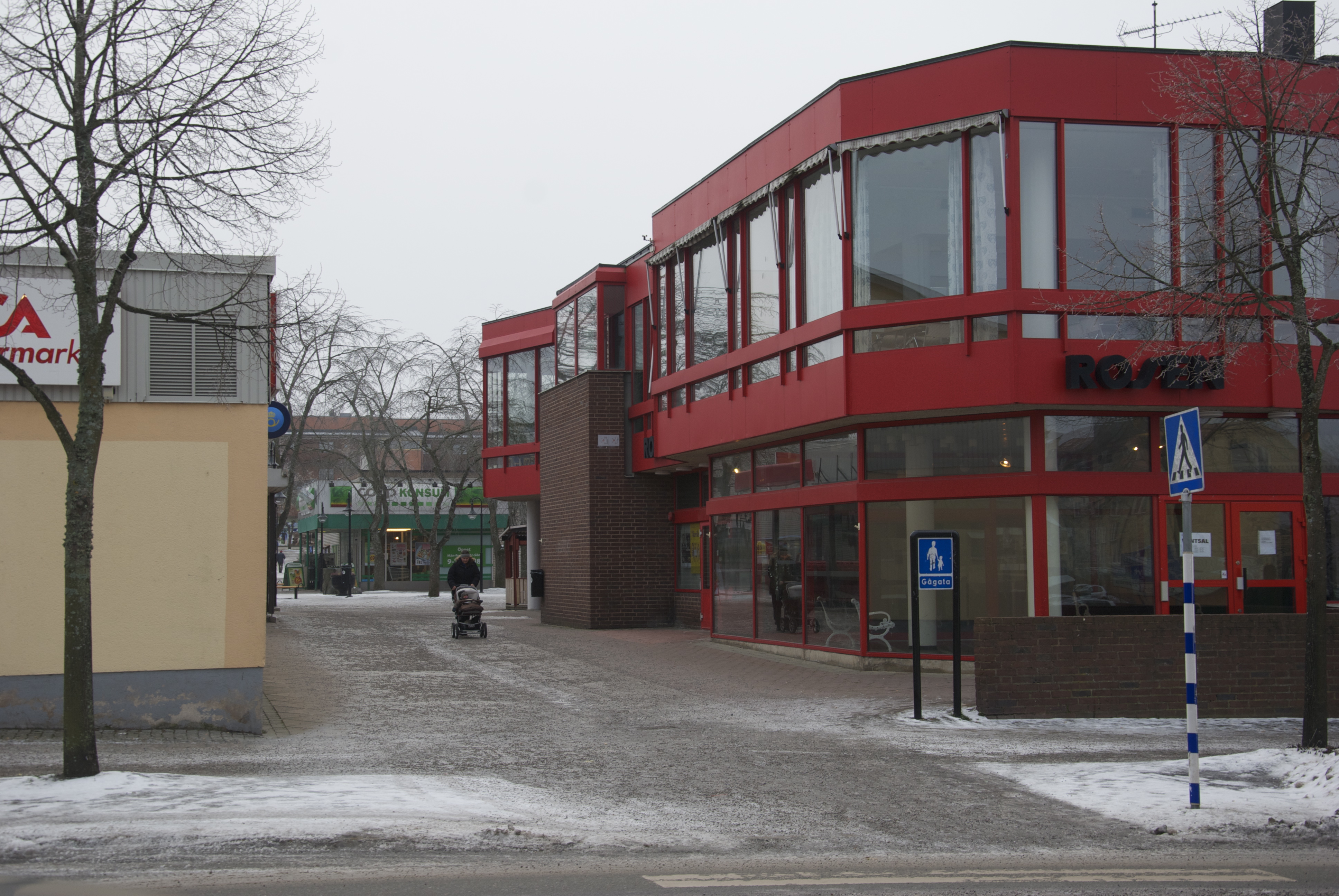
Містечко Галльставік
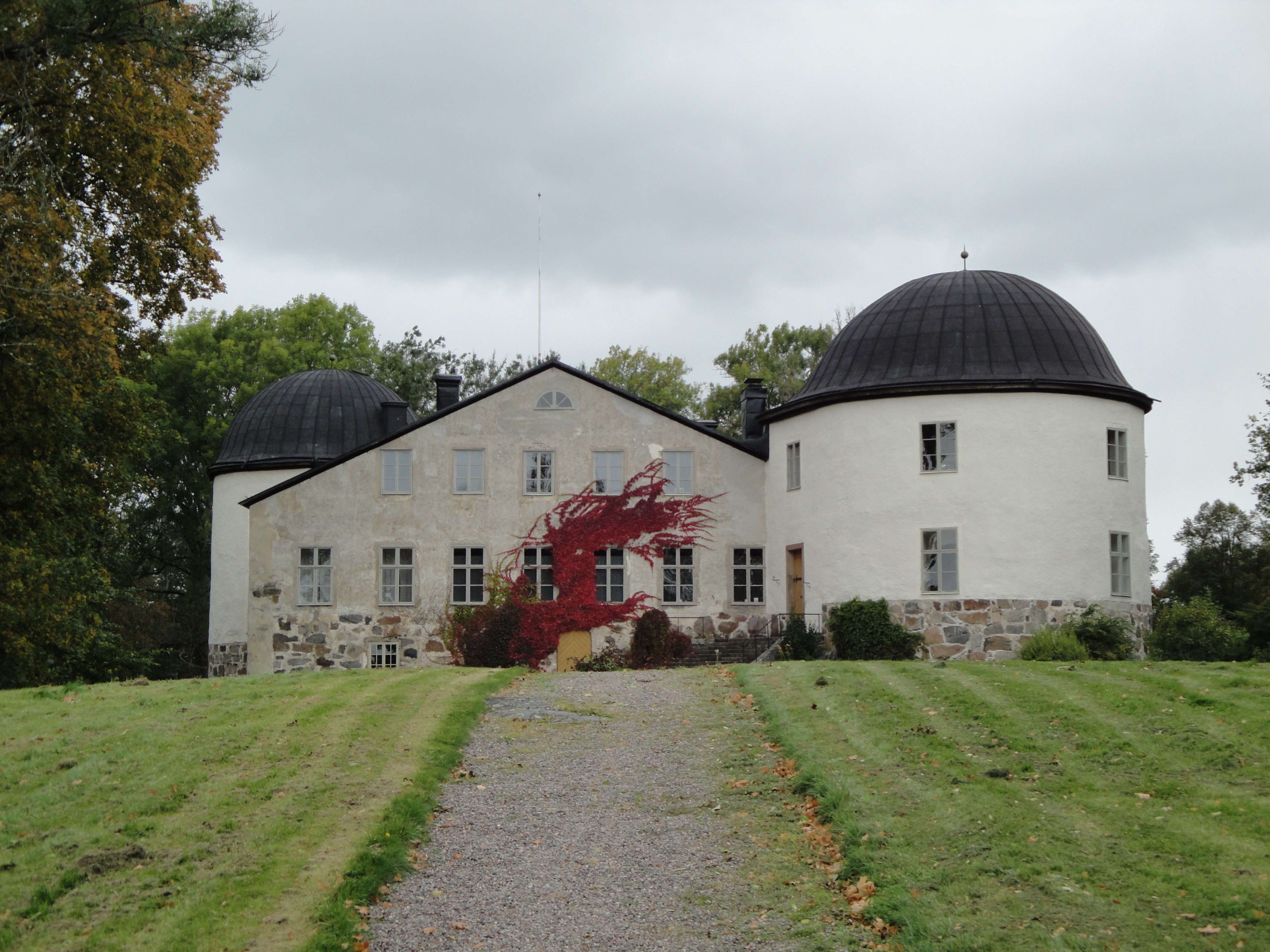
Замок Пеннінґбю

## Виноски
1. ↑  Andersson P. Sveriges kommunindelning 1863-1993 — Mjölby: Draking, 1993. — 132 с. — ISBN 978-91-87784-05-7
2. ↑  Kommunstyrelsen — комуна Норртельє.
3. ↑  Folkmangd i riket, lan och kommuner (шв.) . Центральне бюро статистики Швеції. Архів оригіналу за 20 серпня 2013. Процитовано 28 лютого 2013.